# Клепач Микита Іванович
Клепач Микита Іванович (нар. 16 квітня 1890, Шишаки, Полтавська губернія — 9 лютого 1975, там само) — український народний художник, майстер народного мистецтва з різьблення по дереву.

## Біографія
Народився 16 квітня 1890 року в селі Шишаки (нині Хорольського району Полтавської області) у сім'ї бідняка.
Підлітком пас худобу і з дерева ножиком вирізував різних тварин, ляльок. Ними і бавився. Захоплювався і малюванням.
У 1908 році вирізав ножиком Георгія Побідоносця на коні. У 1910 році його роботи потрапили на першу виставку в Хоролі. Комісія зацікавилася його виробами і його нагородили грошовою премією. Микита Іванович придбав на ці гроші інструменти для різьби і малювання. Потім були виставки в місті Хоролі і в 1911—1912 рр.
Учасник виставок у місті Хорол (1909), містечку Семенівка (нині смт Полтавської обласиі, 1912) та Полтаві.
Учителював у 1933–38 рр. Ґрунтуючись на традиціях української народної творчості, створював яскраві образи класиків рідного письменства та своїх сучасників. Виконував також погруддя «вождів» і функціонерів тоталітарної системи.
Окремі роботи зберігаються у музеях Полтави (краєзнавчих, літературно-меморіальних І. Котляревського та Панаса Мирного), Лубенській галереї образотворчого мистецтва, Шишацькому народному та Хорольському краєзнавчому музеях.

## Твори
- іконостаси (1910-і рр.), зокрема іконостас Успенської церкви та скульптура Юрія Переможця (1908) у с. Шишаки;
- барельєфи із зображеннями Тараса Шевченка (1914), Івана Котляревського, Панаса Мирного (обидва — 1973);
- статуетка «Тарас Шевченко» (1917);
- погруддя — «Автопортрет» (1919), «Син Грицько» (1948), «Тарас Шевченко» (1964), «Б. Хмельницький» (1965).